# Caen la Mer
Caen la Mer est une communauté urbaine française, située dans le département du Calvados et la région Normandie.

## Historique

### Le district urbain
Le 16 novembre 1973 est créé le district urbain de Caen qui regroupe huit communes : Caen, Cambes-en-Plaine, Carpiquet, Démouville, Ifs, Bretteville-sur-Odon, Louvigny et Épron.
En 1990, le district urbain devient le district du grand Caen (DGC), qui regroupait dix-huit communes.

### La communauté d'agglomération
Ce district s'est transformé, en 2002, en une communauté d'agglomération dite communauté d'agglomération du Grand Caen, appelée de 2004 à 2016, communauté d'agglomération Caen la Mer.
La communauté a accueilli dix communes adhérentes supplémentaires, le 1er janvier 2003, et Sannerville, le 1er janvier 2004. Le  1er janvier 2013, elle s'accroît de six autres communes : les trois de l'ancienne communauté de communes des Rives de l'Odon (Tourville-sur-Odon, Verson, Mouen), ainsi que Colleville-Montgomery, Ouistreham et Saint-André-sur-Orne ; elle regroupe alors 236 167 habitants.
Depuis 2006, elle est membre du pays de Caen.
Elle emploie 650 agents en 2009, avec un budget de 245 millions d'euros, dont 95,9 millions d'investissement.

Extensions successives de la communauté d'agglomération
Limites en 2002.
Limites en 2003.
Limites entre 2004 et 2012.
Limites de 2013 à 2016.

### La communauté urbaine

La communauté urbaine de Caen la Mer en 2017 ; en marron, les communes de l'ancienne communauté d'agglomération de Caen la Mer et en orange, les communes appartenant en 2017 à d'autres intercommunalités

Le 1er janvier 2017, la communauté d'agglomération disparaît pour être remplacée par une communauté urbaine d'un peu plus 260 000 habitants regroupant l'ancienne communauté d'agglomération (236 919 habitants en 2014) et les anciennes communautés de communes Entre Thue et Mue (13 030 habitants en 2014) et Plaine Sud de Caen (7 507 habitants en 2014) ainsi que la commune de Thaon (alors membre de la communauté de communes d'Orival) (3 614 habitants en 2014).
À la même date, les communes de Sannerville et de Troarn fusionnent pour constituer la commune nouvelle de Saline, qui adhère à la communauté urbaine et les communes de Bretteville-l'Orgueilleuse, Brouay, Cheux, Le Mesnil-Patry, Putot-en-Bessin et Sainte-Croix-Grand-Tonne fusionnent également pour constituer la commune nouvelle de Thue et Mue.
Selon l'État, ce périmètre doit être considéré comme une étape et la communauté de communes Cœur de Nacre (23 878 habitants au recensement de 2016) pourrait rejoindre par la suite Caen la mer. En juillet 2017, le préfet du Calvados adresse un courrier aux élus des communes de Cœur de Nacre en vue de lancer la consultation relative à la fusion avec Caen la mer. Le 26 septembre 2017, le conseil de la communauté de communes Cœur de Nacre émet toutefois un avis défavorable à la mise en œuvre de la fusion avec Caen la Mer au 1er janvier 2019. Cette dernière pourrait en revanche fusionner avec Caen la mer par la suite. La communauté de communes Vallées de l'Orne et de l'Odon (25 007 habitants au recensement de 2016) pourrait également être incorporée à la communauté urbaine pour former un ensemble d'un peu plus de 310 000 habitants.
Le 1er janvier 2019, Garcelles-Secqueville et Saint-Aignan-de-Cramesnil fusionnent pour constituer la commune nouvelle du Castelet et Hubert-Folie, Rocquancourt et Tilly-la-Campagne fusionnent également pour constituer Castine-en-Plaine.
Par jugement du 28 décembre 2018, le tribunal administratif de Caen a en revanche annulé l’arrêté préfectoral du 29 juillet 2016 portant création de la commune de Saline, avec effet au 31 décembre 2019. Si Sannerville a adhéré en 2004 à Caen la Mer, Troarn est maintenue dans la communauté urbaine puisqu'un retour à la communauté de communes Entre bois et marais disparue est impossible .

## Territoire communautaire

### Géographie
Située  dans le département du Calvados, la communauté urbaine Caen la Mer regroupe 48 communes et s'étend sur 362,9 km2. Le pôle urbain de la communauté, qui regroupe environ 57 % de la population de l'intercommunalité, est constitué par les villes de Caen (près de 40 % de la population de Caen la mer), Hérouville-Saint-Clair, Ifs, Mondeville et Colombelles, marqué par la présence de plusieurs quartiers prioritaires au sens de la politique de la ville.
Selon la chambre régionale des comptes, « la communauté urbaine de Caen est, en termes de masses financières (331 millions d’euros de recettes de fonctionnement en 2019) comme de population (près de 270 000 habitants en 2018), la troisième intercommunalité de la région Normandie, après la métropole Rouen-Normandie et la communauté urbaine Le Havre-Seine-métropole ». Son territoire, l'un des plus périurbanisés de France, compte près d'une centaine de zones d'activité.

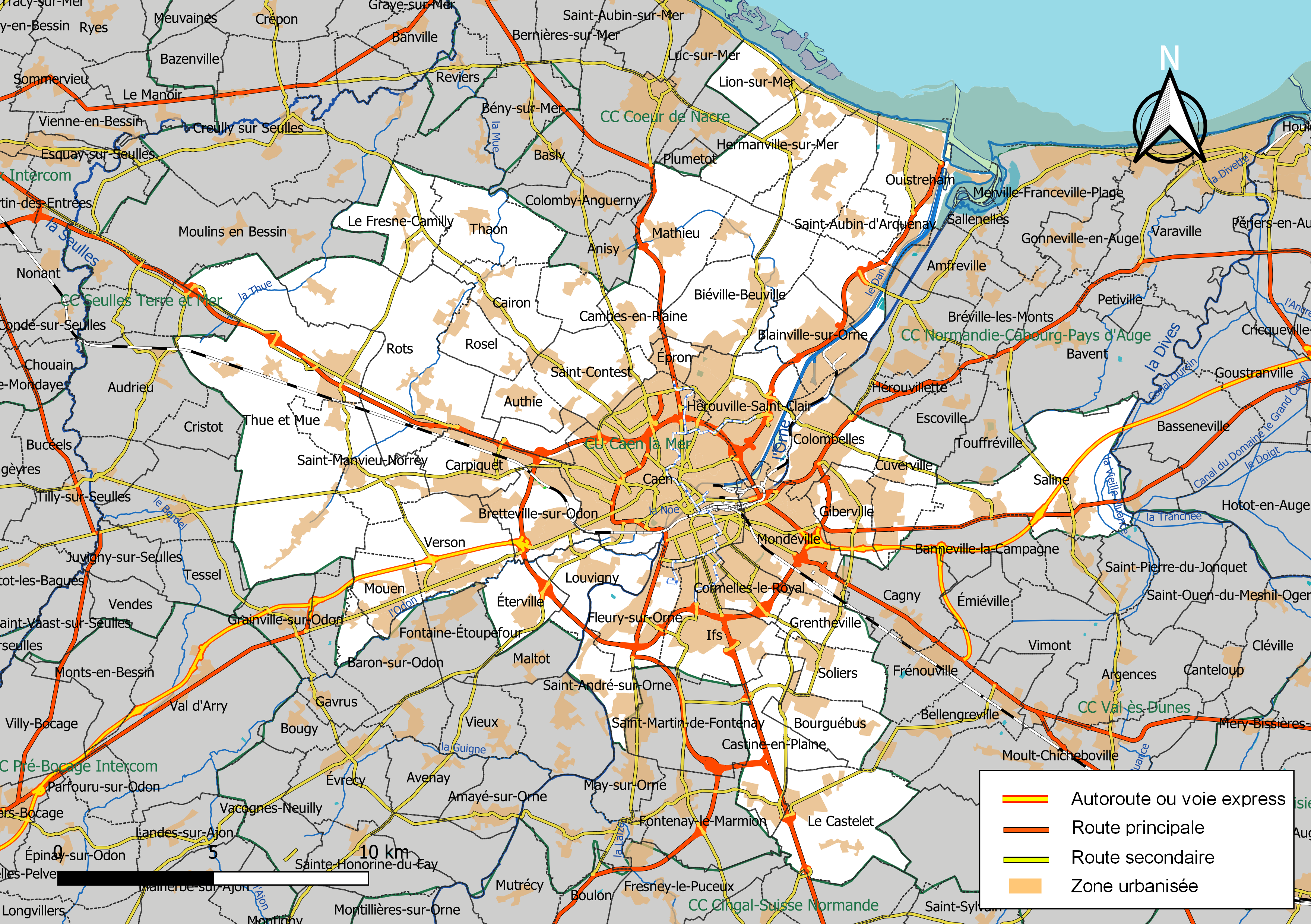
Carte de la communauté urbaine Caen la mer au 1er janvier 2019.

#### Établissements publics de coopération intercommunale limitrophes

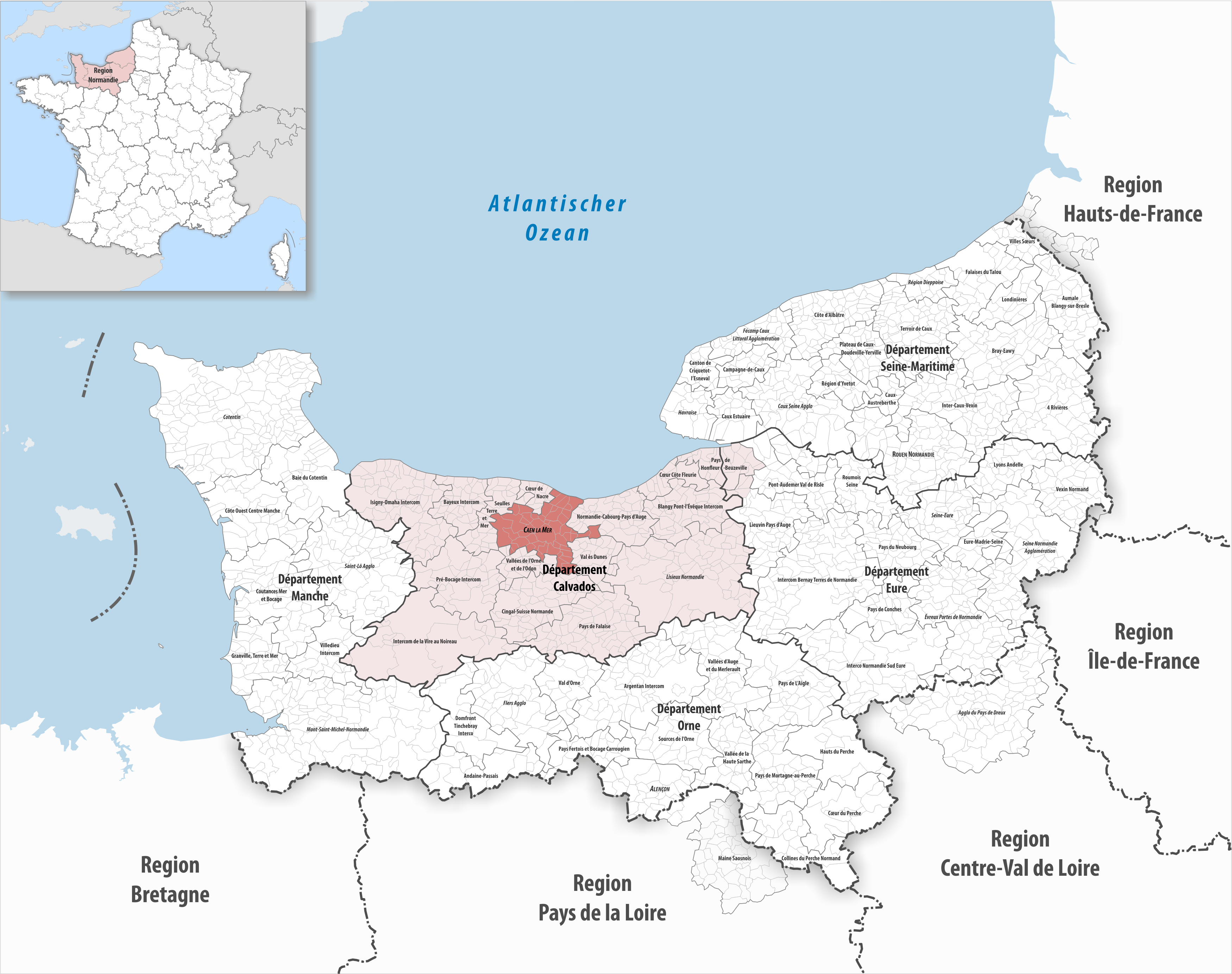
Caen la Mer, en Normandie.

### Composition
En 2024, la communauté urbaine est composée des 48 communes suivantes :

| Nom                            | Code Insee | Gentilé                  | Superficie (km2) | Population (dernière pop. légale) | Densité (hab./km2) |
| ------------------------------ | ---------- | ------------------------ | ---------------- | --------------------------------- | ------------------ |
| Caen (siège)                   | 14118      | Caennais                 | 25,7             | 108 398 (2022)                    | 4 218              |
| Authie                         | 14030      | Althéens                 | 3,21             | 1 691 (2022)                      | 527                |
| Bénouville                     | 14060      | Bénouvillais             | 5,28             | 2 001 (2022)                      | 379                |
| Biéville-Beuville              | 14068      | Boevillais               | 11,15            | 3 855 (2022)                      | 346                |
| Blainville-sur-Orne            | 14076      | Blainvillais             | 7,11             | 5 991 (2022)                      | 843                |
| Bourguébus                     | 14092      | Bourguébusiens           | 5,52             | 2 561 (2022)                      | 464                |
| Bretteville-sur-Odon           | 14101      | Brettevillais            | 6,46             | 4 392 (2022)                      | 680                |
| Cairon                         | 14123      | Caironnais               | 5,91             | 2 044 (2022)                      | 346                |
| Cambes-en-Plaine               | 14125      | Cambais                  | 3,25             | 1 804 (2022)                      | 555                |
| Carpiquet                      | 14137      | Carpions                 | 5,88             | 3 266 (2022)                      | 555                |
| Le Castelet                    | 14554      |                          | 12,55            | 1 829 (2022)                      | 146                |
| Castine-en-Plaine              | 14538      |                          | 8,23             | 1 758 (2022)                      | 214                |
| Colleville-Montgomery          | 14166      | Collevillais             | 7,74             | 2 529 (2022)                      | 327                |
| Colombelles                    | 14167      | Colombellois             | 7,14             | 7 015 (2022)                      | 982                |
| Cormelles-le-Royal             | 14181      | Cormellois               | 3,48             | 5 273 (2022)                      | 1 515              |
| Cuverville                     | 14215      | Cuvervillais             | 2,01             | 2 273 (2022)                      | 1 131              |
| Démouville                     | 14221      | Démouvillais             | 3,56             | 3 017 (2022)                      | 847                |
| Épron                          | 14242      | Épronnais                | 1,42             | 1 883 (2022)                      | 1 326              |
| Éterville                      | 14254      | Étervillais              | 4,87             | 1 567 (2022)                      | 322                |
| Fleury-sur-Orne                | 14271      | Fleurysiens              | 6,75             | 5 622 (2022)                      | 833                |
| Le Fresne-Camilly              | 14288      |                          | 7,06             | 951 (2022)                        | 135                |
| Giberville                     | 14301      | Gibervillais             | 5                | 4 956 (2022)                      | 991                |
| Grentheville                   | 14319      | Grenthevillais           | 4,08             | 1 005 (2022)                      | 246                |
| Hermanville-sur-Mer            | 14325      | Hermanvillais ou Hermois | 8,05             | 3 263 (2022)                      | 405                |
| Hérouville-Saint-Clair         | 14327      | Hérouvillais             | 10,64            | 22 473 (2022)                     | 2 112              |
| Ifs                            | 14341      | Ifois                    | 9,06             | 11 868 (2022)                     | 1 310              |
| Lion-sur-Mer                   | 14365      | Lionnais                 | 4,75             | 2 510 (2022)                      | 528                |
| Louvigny                       | 14383      | Louvinois                | 5,64             | 2 627 (2022)                      | 466                |
| Mathieu                        | 14407      | Mathieusains             | 9,41             | 2 339 (2022)                      | 249                |
| Mondeville                     | 14437      | Mondevillois             | 9,05             | 10 286 (2022)                     | 1 137              |
| Mouen                          | 14454      | Mouennais                | 4,16             | 1 779 (2022)                      | 428                |
| Ouistreham                     | 14488      | Ouistrehamais            | 9,95             | 9 261 (2022)                      | 931                |
| Périers-sur-le-Dan             | 14495      | Périésains               | 2,95             | 581 (2022)                        | 197                |
| Rosel                          | 14542      | Roselois                 | 3,9              | 643 (2022)                        | 165                |
| Rots                           | 14543      | Rotiers                  | 23,4             | 2 541 (2022)                      | 109                |
| Saint-André-sur-Orne           | 14556      |                          | 3,68             | 1 727 (2022)                      | 469                |
| Saint-Aubin-d'Arquenay         | 14558      | Saint-Aubinais           | 3,29             | 1 119 (2022)                      | 340                |
| Saint-Contest                  | 14566      | Saint-Contestois         | 8,05             | 2 459 (2022)                      | 305                |
| Saint-Germain-la-Blanche-Herbe | 14587      | Saint-Germinois          | 2,63             | 2 493 (2022)                      | 948                |
| Saint-Manvieu-Norrey           | 14610      | Manoreys                 | 8,28             | 2 141 (2022)                      | 259                |
| Sannerville                    | 14666      | Sannervillais            | 5,14             | 1 884 (2022)                      | 367                |
| Soliers                        | 14675      | Solariens                | 5,08             | 2 190 (2022)                      | 431                |
| Thaon                          | 14685      | Thaonnais                | 8,3              | 1 851 (2022)                      | 223                |
| Thue et Mue                    | 14098      |                          | 36,82            | 6 189 (2022)                      | 168                |
| Tourville-sur-Odon             | 14707      | Tourvillais              | 1,7              | 1 140 (2022)                      | 671                |
| Troarn                         | 14712      | Troarnais                | 11,53            | 3 442 (2022)                      | 299                |
| Verson                         | 14738      | Versonnais               | 10,36            | 3 927 (2022)                      | 379                |
| Villons-les-Buissons           | 14758      | Villonnais               | 3,76             | 834 (2022)                        | 222                |

### Démographie
| 1968    | 1975    | 1982    | 1990    | 1999    | 2010    | 2015    | 2021    |
| ------- | ------- | ------- | ------- | ------- | ------- | ------- | ------- |
| 182 789 | 216 842 | 227 044 | 240 779 | 256 981 | 260 602 | 264 376 | 274 685 |

## Administration

### Siège
Le siège de la communauté urbaine est situé à Caen, 16, rue Rosa-Parks.

### Élus
Le conseil communautaire de la communauté d'agglomération se compose de 112 conseillers, représentant chacune des communes membres et répartis de la manière suivante en fonction de la population des communes concernées:
- 43 délégués pour Caen ;
- 9 délégués pour Hérouville-Saint-Clair ;
- 4 délégués pour Ifs et Mondeville ;
- 3 délégués pour  Ouistreham ;
- 2 délégués pour Blainville-sur-Orne, Colombelles, Cormelles-le-Royal, Fleury-sur-Orne, Giberville ainsi que Thue et Mue ;
- 1 délégué ou son suppléant pour les 37 autres communes.

Au terme des élections municipales de 2020, le conseil communautaire du 9 juillet 2020 a réélu président de la communauté de communes de Caen la Mer, Joël Bruneau. Celui-ci ayant été élu  député du Calvados le 7 juillet 2024, et, contraint par la législation limitant le cumul des mandats en France, a démissionné dans la foulée de son élection.
Le conseil communautaire du 17 juillet 2024 a donc élu son nouveau président, Nicolas Joyau, maire-adjoint de Caen délégué à l'urbanisme, et désigné ses vice-présidents, qui sont : 
1. Rodolphe Thomas, maire de Hérouville-saint-Clair, chargé de l'Emploi, ESS et de la politique de la Ville ;
2. Hélène Burgat, maire de Mondeville, chargée de la Transition écologique ;
3. Philippe Jouin, maire de Soliers, chargé de l'Administration générale et des Ressources humaines ;
4. Michel Patard-Legendre, maire de Ifs, chargé de l'habitat et des gens du voyage ;
5. Michel Lafont, maire de Thue et Mue, chargé de la PLUI et de l'Urbanisme réglementaire ;
6. Romain Bail, maire de Ouistreham, chargé des Ports, du Littoral et du Tourisme ;
7. Florence Bouchard, maire de Castine en Plaine, chargée de la Solidarité territoriale ;
8. Marc Pottier, maire de Colombelles, chargé de la Culture ;
9. Patrick Lecaplain, maire de Bretteville-sur-Odon, chargé de l'Espace public ;
10. Jean-Marie Guillemin, maire de Cormelles-le-Royal, chargé du Cycle de l’eau (GEMAPI et digues) ;
11. Dominique Goutte, élu de Caen, chargé du Développement économique, des Zones d'activités économiques, de la Recherche et de l'Enseignement supérieur ;
12. Marc Lecerf, maire de Fleury sur Orne, chargé de l'Environnement, des Énergies, de la Collecte et valorisation des déchets ;
13. Thierry Saint, maire d'Éterville, chargé des Mobilités ;
14. Franck Guéguéniat, maire d'Épron, chargé de l'Attractivité, de la Communication et du Numérique ;
15. Emmanuel Renard, élu à Caen, chargé de l'Aménagement de l'espace et du Foncier.

Les trois rapporteurs généraux sont :
1. Aristide Olivier, maire de Caen, rapporteur général chargé des Finances ;
2. Béatrice Turbatte, adjointe au maire de Rosel, chargé de la Politique contractuelle et des Services communs.
3. Bruno Coutanceau, conseiller municipal délégué de Caen, chargé des infrastructures sportives ;

Le maire, les quinze vice-présidents, les trois rapporteurs généraux et 43 autres membres — dont les maires des communes membres qui sont conseillers communautaires — constituent le bureau de la communauté urbaine pour la fin de la mandature 2020-2026.

### Liste des présidents
| Période       | Période      | Identité           | Étiquette | Qualité |
| ------------- | ------------ | ------------------ | --------- | --- |
| novembre 1990 | avril 2001   | Jean-Marie Girault | UDF       | Avocat Sénateur du Calvados (1971 → 1998) Maire de Caen (1970 → 2001) Conseiller général de Caën-1 (1970 → 1989)                                                             |
| avril 2001    | avril 2008   | Luc Duncombe       | UDF-NC    | Docteur vétérinaire, Adjoint au maire de Caen Conseiller général de Caën-1 (2004 → 2011)                                                                                     |
| avril 2008    | avril 2014   | Philippe Duron     | PS        | Professeur de collège, puis de lycée Maire de Caen (2008 → 2014) Député du Calvados (1re circ.) (2007 → 2017) Président du conseil régional de Basse-Normandie (2004 → 2008) |
| avril 2014    | juillet 2024 | Joël Bruneau       | UMP → LR  | Consultant, cadre bancaire Maire de Caen (2014 → 2024) Député du Calvados (1re circ.) (2024 → ) Démissionnaire à la suite de son élection comme député.                      |
| juillet 2024  | En cours     | Nicolas Joyau      | MoDem     | Ingénieur hydraulique Adjoint au maire de Caen chargé de l'urbanisme (2020 → ) Vice-président chargé des mobilités (2020 → 2024)                                             |

### Compétences

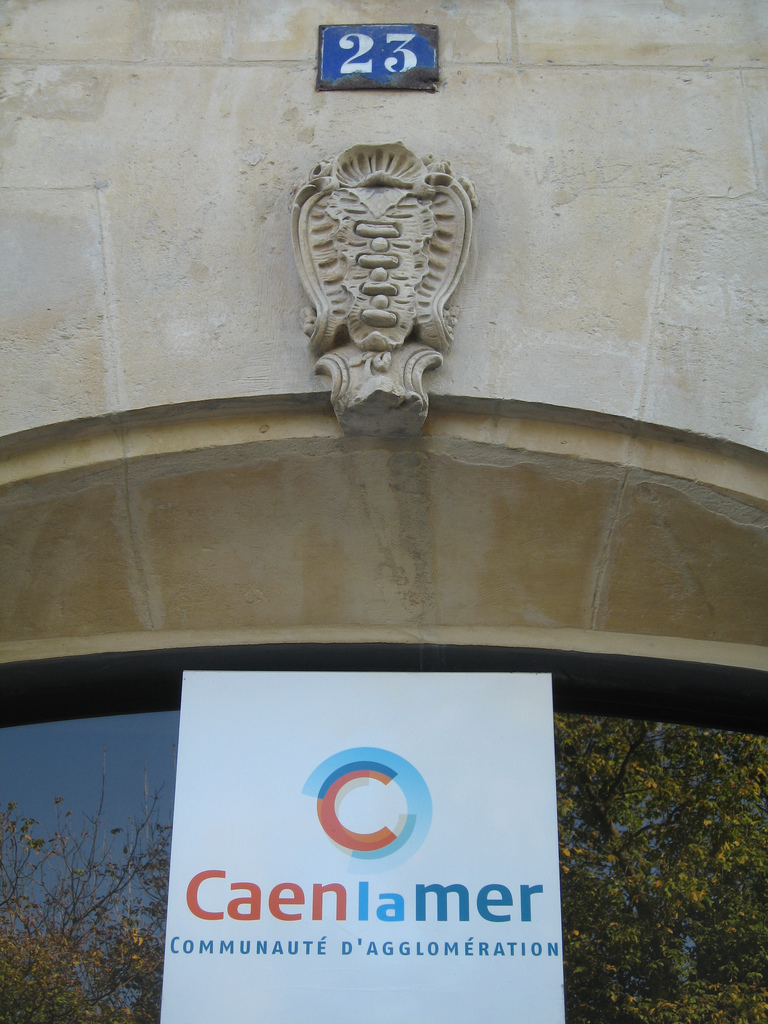
21, place de la République à Caen, ancien siège de Caen la Mer.

La communauté urbaine exerce les compétences qui lui sont transférées par les communes membres, dans les conditions déterminées par le code général des collectivités territoriales. Il s'agit, aux termes de l'arrêté préfectoral du 26 juillet 2016 des compétences de droit (obligatoires) de
- développement et d'aménagement économique, social et culturel de l'espace communautaire : zones d'activité  et actions de développement économique ; équipements culturels, socioculturels, socio-éducatifs, sportifs d'intérêt communautaire ; lycées et collèges  ; promotion du tourisme ; établissements d'enseignement supérieur et de recherche et programmes de recherche ;
- aménagement de l'espace communautaire : schéma de cohérence territoriale (SCoT)...; plan local d'urbanisme (PLU)... ; opérations d'aménagement d'intérêt communautaire et constitution de réserves foncières ; organisation de la mobilité ; voirie[Note 2] ; signalisation ; parcs et aires de stationnement ; plan de déplacements urbains (PDU) ;
- équilibre social de l'habitat sur le territoire communautaire : programme local de l'habitat (PLH) ; politique du logement ; logement social ; action en faveur du logement des personnes défavorisées ; opérations programmées d'amélioration de l'habitat (OPAH), réhabilitation et résorption de l'habitat insalubre ;
- politique de la ville : élaboration du diagnostic du territoire et définition des orientations du contrat de ville ; animation et coordination des dispositifs contractuels de développement urbain, de développement local et d'insertion économique et sociale ainsi que des dispositifs locaux de prévention de la délinquance ; programmes d'actions définis dans le contrat de ville ;
- gestion des services d'intérêt collectif :
  - assainissement et eau ;
  - cimetières, crématoriums et sites cinéraires ;
  - abattoirs, abattoirs marchés et marchés d'intérêt national ;
  - financement des services d'incendie et de secours ;
  - concessions de la distribution publique d'électricité et de gaz ;
  - création et entretien des infrastructures de charge de véhicules électriques ;
- protection et mise en valeur de l'environnement et de politique du cadre de vie : collecte et traitement des déchets des ménages et déchets assimilés ; lutte contre la pollution de l'air et les nuisances sonores ; soutien aux actions de maîtrise de la demande d'énergie ;
- aires d'accueil des gens du voyage.

La communauté urbaine exerce également les compétences optionnelles (facultatives) issues des anciennes communautés d'agglomérations et de communes fusionnées, et qui n'ont pas été restituées aux communes.

### Régime fiscal et budget
La communauté urbaine est un établissement public de coopération intercommunale à fiscalité propre.
Afin de financer l'exercice de ses compétences, l'intercommunalité perçoit, comme toutes les communatés urbaines, la fiscalité professionnelle unique (FPU) – qui a succédé à la taxe professionnelle unique (TPU) – et assure une péréquation de ressources.

## Projets et réalisations
Conformément aux dispositions légales, une communauté urbaine a pour objet d'associer plusieurs communes au sein « d'un espace de solidarité, pour élaborer et conduire ensemble un projet commun de développement urbain et d'aménagement de leur territoire. Lorsque la communauté urbaine comprend un ou plusieurs quartiers prioritaires de la politique de la ville, ce projet commun intègre un volet relatif à la cohésion sociale et urbaine permettant de définir les orientations de la communauté urbaine en matière de politique de la ville et de renforcement des solidarités entre ses communes membres. Il détermine les modalités selon lesquelles les compétences de la communauté urbaine concourent aux objectifs de cohésion sociale et territoriale ».

### Réalisations
- transport léger guidé de Caen (2002, arrêté en 2017)
- construction de l'École supérieure d'arts et médias de Caen-Cherbourg (2009)
- réaménagement du stade nautique Eugène-Maës (2016)
- construction de la bibliothèque Alexis de Tocqueville (2017)
- tramway de Caen :
  - lignes nord-sud réalisés (2019) ;
  - lignes est-ouest en projet
- construction du nouveau palais des sports de Caen (2023)